# Two Thousand Maniacs!
 Two Thousand Maniacs! és una pel·lícula de terror gore, el segon opus de la Blood Trilogy (amb Blood Feast i Color Me Blood Red) d'Herschell Gordon Lewis, estrenada el 1964.

## Argument
La petita ciutat de Pleasant Valley celebra el centè aniversari del dia en què les tropes nordistes l'ha van devastar. Sis turistes « ianquis » són els invitats d'honor d'aquestes festivitats però es troben de pressa separats per força i ostatges de jocs cruels que els portaran cap a una mort abominable.

## Repartiment
- William Kerwin: Tom White
- Connie Mason: Terry Adams
- Jeffrey Allen: Mayor Buckman
- Ben Moore: Lester
- Gary Bakeman: Rufe
- Jerome Eden: John Miller
- Shelby Livingston: Bea Miller
- Michael Korb: David Wells
- Yvonne Gilbert: Beverly Wells
- Mark Douglas: Harper
- Linda Cochran: Betsy
- Vincent Santo: Billy
- Andy Wilson: El policia

## Sobre la pel·lícula
- Two Thousand Maniacs! té la reputació de ser una pel·lícula mal dirigida però es beneficia de l'estatut de pel·lícula de culte del fet, potser, per la seva extrema violència. Un remake va ser dirigida el 2005 sota el títol 2001 maniacs.
- Two Thousand Maniacs! és la segona pel·lícula gore que parla de la història del cinema.